# Camryn Rogers
Camryn Rogers (Richmond, 7 de junio de 1999) es una deportista canadiense que compite en atletismo, especialista en la prueba de lanzamiento de martillo.
Participó en dos Juegos Olímpicos de Verano, obteniendo una medalla de oro en París 2024, en el lanzamiento de martillo, y el quinto lugar en Tokio 2020.
Ganó dos medallas en el Campeonato Mundial de Atletismo, en los años 2022 y 2023.
Estudió Economía Política, el grado de Sociedad y Entorno y el máster de Estudios Culturales en Deporte y Educación en la Universidad de California en Berkeley.

## Palmarés internacional
| Juegos Olímpicos   | Juegos Olímpicos        | Juegos Olímpicos | Juegos Olímpicos |
| Año                | Lugar                   | Medalla          | Prueba           |
| ------------------ | ----------------------- | ---------------- | ---------------- |
| 2024               | París (Francia)         | Medalla de oro   | Martillo         |
| Campeonato Mundial |                         |                  |                  |
| Año                | Lugar                   | Medalla          | Prueba           |
| 2022               | Eugene (Estados Unidos) | Medalla de plata | Martillo         |
| 2023               | Budapest (Hungría)      | Medalla de oro   | Martillo         |